# Raphaël Haumont
Pour les articles homonymes, voir Haumont.
Raphaël Haumont est un physico-chimiste français né en 1978. Il est connu pour ses travaux sur la cuisine moléculaire, aux côtés du chef Thierry Marx,.

## Biographie
Raphaël Haumont a grandi à Évry-Courcouronnes, où il a fait son lycée, puis étudié à l'University d'Évry avant de poursuivre par un doctorat à l'École Centrale Paris qu'il obtient en 2004. Il commence à travailler en 2005 pour l'Université Paris-Sud, où il est aujourd'hui maître de conférences à l'Institut de chimie moléculaire et des matériaux d'Orsay (Icmmo).
Raphaël Haumont fait la rencontre de Thierry Marx en 2007, alors que celui-ci est à l'époque chef en Gironde, et commence à explorer avec lui les applications de la chimie dans le domaine culinaire, à l'instar des travaux réalisés par Hervé This, avec qui Raphaël Haumont a réalisé son stage de DEA.

### Centre Français d'Innovation Culinaire
Raphaël Haumont crée en 2012 le Centre Français d'Innovation Culinaire (CFIC) en collaboration avec Thierry Marx et en partenariat avec l'Université Paris-Sud. Ce centre se veut un espace de réflexion sur la cuisine du futur et les enjeux de la cuisine en 2050.
C'est dans ce contexte qu'il a réalisé des expériences d'encapsulation d'aliments en micro-gravité au sein du programme "Parabole" du CNES, expériences qui ont par la suite servi à créer des repas sans déchets à destination des missions spatiales de Thomas Pesquet,. 

## Publications
- C'est raté et alors ? Conseils pour rattraper, corriger ou sauver votre recette, Flammarion, 2024
- Le petit chimiste pâtissier,  Éditions Dunod, 2020
- Le petit chimiste (très) gourmand en cuisine,  Éditions Dunod, 2019
- Les couleurs de la cuisine, Éditions Dunod, 2018
- L'innovation aux fourneaux, Éditions Dunod, 2018
- Un chimiste en cuisine : la matière dans tous ses états, Éditions Dunod, 2018
- Les papilles du chimiste, Éditions Dunod, 2017
- Le répertoire de la cuisine innovante, Éditions Flammarion, 2012

## Télévision
- 2016-2018 : Les carnets de Julie sur France 3[12].